# Anthophora aflabellata
Anthophora aflabellata är en biart som beskrevs av Giovanni Gribodo 1926.
Anthophora aflabellata ingår i släktet pälsbin och familjen långtungebin. Inga underarter finns listade i Catalogue of Life.